# Kathy Ellis
Kathy Ellis (n. 28 noiembrie 1946, Indiana, SUA) este o înotătoare americană, medaliată olimpică. A participat la o ediție a Jocurilor Olimpice (1964) în care a câștigat 3 medalii de aur și două medalii de bronz.